# Formatie van Berneau
De Formatie van Berneau is een geologische formatie in de diepere ondergrond van het noordoosten van België. Deze formatie behoort tot de Kolenkalk, een groep van kalksteenlagen die in het Dinantiaan, de vroegste helft van het Carboon, werd afgezet in een ondiepe, warme zee. De formatie is genoemd naar het dorp Berneau, ten zuiden van Wezet (Visé), waar ze aan het oppervlak ligt.

## Beschrijving
De Formatie van Berneau bestaat uit een afwisseling van verschillende typen kalksteen. Er komen dikke, massieve lagen packstone voor waarin de klasten pellets en bioklasten zijn. De bioklasten zijn vaak koralen en brachiopoden.
Een ander deel van de formatie bevat daarnaast ook lithoklasten. Deze lithoklasten bestaan uit microspariet of bioklast- en pellet-packstone.
Weer andere delen van de formatie bestaan uit ritmische afwisselingen, waarbij de klasten naar boven toe fijner worden: onderin bestaat de afwisseling uit bioklast- en pellet-packstone; in het midden volgt pellet-packstone; en daarboven wackestone en mudstone. Aan de top wordt de sequentie erg rijk in klei (schalie/schiefer) en het contact met de volgende sequentie is vaak erosief van aard.
Het eerste type gesteente is gevormd op een carbonaatplatform, een ondiep marien afzettingsmilieu. De laatste twee typen gesteentelagen werden gevormd op een carbonaathelling, de helling van een dergelijk platform. Massabeweging over de helling in de vorm van turbidieten zorgde voor de naar boven toe fijner wordende aard van de sequenties en de lithoklasten. De Formatie van Berneau vertegenwoordigt daarmee een dieper afzettingsmilieu dan veel andere formaties van de Kolenkalk. 

## Voorkomen en stratigrafie
De Formatie van Berneau komt uitsluitend voor in het gebied rond Wezet (Visé) en de Voerstreek. Vergelijkbare afzettingen zijn ook in boringen in Nederlands Zuid-Limburg aangetroffen. Tijdens het vroege Carboon lag rond Maastricht en Wezet een slenk, die een trogachtige diepte in de carbonaatzee veroorzaakte.
Bij het stratotype te Berneau heeft de formatie een dikte van ten minste 90 meter. De top en basis van de formatie ontbreekt daar echter. In een boring bij 's-Gravenvoeren werd een minimale dikte van 450 meter vastgesteld, maar ook daar is de basis niet bereikt.
De turbidieten van de Formatie van Berneau worden meestal bedekt door de ondiepe platformkalkstenen van de Formaties van Visé en Souvré. De Formatie van Berneau ligt bovenop anhydriethoudende kalk en dolomiet (evaporieten) die ook tot de Formatie van Visé behoren.
Verder naar het westen in het Kempens Bekken komt de gelijktijdig gevormde Formatie van Velp voor. Deze bestaat uit ondiepere platformkalkstenen.
De foraminiferen en koralen van de Formatie van Berneau plaatsen haar in de subetages Warnantiaan (Belgische indeling) of Asbiaan to Arundiaan (Engelse indeling). Dit zijn onderverdelingen van de etage Viséaan. Daarmee ligt de ouderdom van de formatie ongeveer tussen de 340 en 330 miljoen jaar.